# Rudolf Augstein

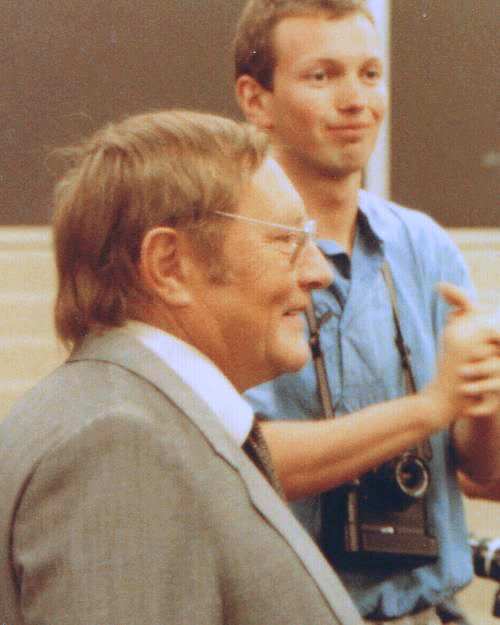
Rudolf Augstein (1985)

Rudolf Karl Augstein (Hannover, 5 november 1923 – Hamburg, 7 november 2002) was een van de invloedrijkste Duitse journalisten. Hij was de oprichter en mede-eigenaar van het tijdschrift Der Spiegel.

## Biografie
Augstein werkte tijdens de Tweede Wereldoorlog als radiobediende en artilleriewaarnemer in de Wehrmacht. Voor zijn verdiensten kreeg hij in april 1945 het IJzeren Kruis tweede klasse.
Hij richtte Der Spiegel op in 1946/1947, dit werd het belangrijkste onderzoekend wekelijkse tijdschrift in Duitsland. Tijdens de zogenaamde "Spiegel-Affäre" in 1962 werd hij gearresteerd omdat hij medeverantwoordelijk werd gehouden voor een artikel ("Bedingt abwehrbereit") van een van zijn redacteuren (Conrad Ahlers) over de gebleken deplorabele toestand van de Bundeswehr na de NAVO-oefening "Fallex 62". Ahlers zou uit geheime staatsstukken hebben geciteerd en werd van landverraad beschuldigd. De redactieburelen van het blad werden vier weken lang bezet gehouden door de politie. Augstein verbleef 103 dagen in de gevangenis, totdat de aanstichter van dit alles (Franz Josef Strauß) onder aanhoudende publieke protesten werd gedwongen af te treden als Minister van Defensie. In 1965 werden zowel Augstein, Ahlers als Der Spiegel door een rechterlijke uitspraak van alle blaam gezuiverd.
Augstein werd lid van de Bondsdag in 1972 namens de Freie Demokratische Partei in Noordrijn-Westfalen, maar gaf zijn zetel terug in 1973 om zich te kunnen concentreren op zijn taken als journalist. Er wordt gespeculeerd dat hij dacht meer invloed te kunnen hebben door middel van zijn tijdschrift dan als politicus.
Hij schreef een aantal succesvolle boeken in het vakgebied geschiedenis, waar zijn interesse lag, onder andere Preußens Friedrich und die Deutschen, Otto von Bismarck, en over zijn levenslange tegenstander, Überlebensgroß Herr Strauß. Ein Spiegelbild.
Nadat Stefan Aust hoofdredacteur was geworden van Der Spiegel trad Augstein steeds meer terug, alhoewel hij commentaren bleef publiceren in het tijdschrift. Voor zijn bijdragen aan de vrede en vrijheid van de pers werd hij in 2000 geëerd met de titel "Journalist van de eeuw" door 101 Duitse journalisten.
Augstein trouwde vijf keer, de laatste keer in 2000. Hij overleed op 7 november 2002 aan een longontsteking en werd begraven op het eiland Sylt.